# Amphiacusta doi
Amphiacusta doi är en insektsart som beskrevs av Desutter-grandcolas 1997. Amphiacusta doi ingår i släktet Amphiacusta och familjen syrsor. Inga underarter finns listade i Catalogue of Life.